# Scopula misera
Scopula misera är en fjärilsart som beskrevs av Walker 1866. Scopula misera ingår i släktet Scopula och familjen mätare. Inga underarter finns listade.